# The Japan Box
The Japan Box is een boxset van de Britse band The Beatles. Op de boxset zijn vijf albums te vinden die in 1964 en 1965 enkel in Japan door Odeon Records waren uitgebracht. Dit zijn de albums Meet The Beatles!, The Beatles' Second Album, A Hard Day's Night, The Beatles No. 5.  en Help! Bij de boxset werd ook een boek met 100 pagina's ingevoegd.

## Tracklijst
Alle albums zijn in mono, met uitzondering van A Hard Day's Night en Help!, die in stereo zijn. Alle muziek en teksten zijn geschreven door Lennon-McCartney, tenzij anders aangegeven.

### Meet The Beatles!
| Nr. | Titel                    | Schrijver(s)                                                                    | Duur |
| --- | ------------------------ | ------------------------------------------------------------------------------- | ---- |
| 1.  | I Want to Hold Your Hand |                                                                                 | 2:24 |
| 2.  | She Loves You            |                                                                                 | 2:19 |
| 3.  | From Me to You           |                                                                                 | 1:56 |
| 4.  | Twist and Shout          | Phil Medley, Bert Russell                                                       | 2:30 |
| 5.  | Love Me Do               |                                                                                 | 2:19 |
| 6.  | Baby It's You            | Burt Bacharach, Mack David, Luther Dixon                                        | 2:40 |
| 7.  | Don't Bother Me          |                                                                                 | 2:28 |
| 8.  | Please Please Me         |                                                                                 | 2:00 |
| 9.  | I Saw Her Standing There |                                                                                 | 2:50 |
| 10. | P.S. I Love You          |                                                                                 | 2:06 |
| 11. | Little Child             |                                                                                 | 1:46 |
| 12. | All My Loving            |                                                                                 | 2:04 |
| 13. | Hold Me Tight            |                                                                                 | 2:30 |
| 14. | Please Mr. Postman       | Georgia Dobbins, William Garrett, Freddie Gorman, Brian Holland, Robert Bateman | 2:34 |

### The Beatles' Second Album
| Nr. | Titel                        | Schrijver(s)                | Duur |
| --- | ---------------------------- | --------------------------- | ---- |
| 1.  | Can't Buy Me Love            |                             | 2:15 |
| 2.  | Do You Want to Know a Secret |                             | 1:59 |
| 3.  | Thank You Girl               |                             | 2:01 |
| 4.  | A Taste of Honey             | Bobby Scott, Ric Marlow     | 2:05 |
| 5.  | It Won't Be Long             |                             | 2:11 |
| 6.  | I Wanna Be Your Man          |                             | 1:59 |
| 7.  | There's a Place              |                             | 1:53 |
| 8.  | Roll Over Beethoven          | Chuck Berry                 | 2:48 |
| 9.  | Misery                       |                             | 1:48 |
| 10. | Boys                         | Dixon, Wes Farrell          | 2:28 |
| 11. | Devil in Her Heart           | Ricky Dee                   | 2:29 |
| 12. | Not a Second Time            |                             | 2:03 |
| 13. | Money (That's What I Want)   | Janie Bradford, Berry Gordy | 2:52 |
| 14. | Till There Was You           | Meredith Willson            | 2:13 |

### A Hard Day's Night
| Nr. | Titel                            | Schrijver(s) | Duur |
| --- | -------------------------------- | ------------ | ---- |
| 1.  | A Hard Day's Night               |              | 2:28 |
| 2.  | I Should Have Known Better       |              | 2:42 |
| 3.  | If I Fell                        |              | 2:22 |
| 4.  | I'm Happy Just to Dance with You |              | 1:59 |
| 5.  | And I Love Her                   |              | 2:30 |
| 6.  | Tell Me Why                      |              | 2:04 |
| 7.  | Can't Buy Me Love                |              | 2:15 |
| 8.  | Any Time at All                  |              | 2:13 |
| 9.  | I'll Cry Instead                 |              | 1:48 |
| 10. | Things We Said Today             |              | 2:39 |
| 11. | When I Get Home                  |              | 2:18 |
| 12. | You Can't Do That                |              | 2:35 |
| 13. | I'll Be Back                     |              | 2:21 |

### The Beatles No. 5
| Nr. | Titel                       | Schrijver(s)                                        | Duur |
| --- | --------------------------- | --------------------------------------------------- | ---- |
| 1.  | Long Tall Sally             | Enotris Johnson, Robert Blackwell, Richard Penniman | 2:03 |
| 2.  | Sie liebt dich              | Lennon-McCartney, Jean Nicolas, Lee Montague        | 2:19 |
| 3.  | Anna                        | Arthur Alexander                                    | 3:00 |
| 4.  | Matchbox                    | Carl Perkins                                        | 1:57 |
| 5.  | You Really Got a Hold on Me | Smokey Robinson                                     | 3:03 |
| 6.  | She's a Woman               |                                                     | 3:03 |
| 7.  | Ask Me Why                  |                                                     | 2:28 |
| 8.  | I Feel Fine                 |                                                     | 2:25 |
| 9.  | Komm, gib mir deine Hand    | Lennon-McCartney, Nicolas, Heinz Hellmer            | 2:24 |
| 10. | Chains                      | Gerry Goffin, Carole King                           | 2:27 |
| 11. | Slow Down                   | Larry Williams                                      | 2:58 |
| 12. | All I've Got to Do          |                                                     | 2:04 |
| 13. | I Call Your Name            |                                                     | 2:09 |
| 14. | This Boy                    |                                                     | 2:11 |

### Help!
| Nr. | Titel                             | Schrijver(s)                  | Duur |
| --- | --------------------------------- | ----------------------------- | ---- |
| 1.  | Help!                             |                               | 2:18 |
| 2.  | The Night Before                  |                               | 2:37 |
| 3.  | You've Got to Hide Your Love Away |                               | 2:11 |
| 4.  | I Need You                        |                               | 2:30 |
| 5.  | Another Girl                      |                               | 2:08 |
| 6.  | You're Going to Lose That Girl    |                               | 2:20 |
| 7.  | Ticket to Ride                    |                               | 3:10 |
| 8.  | Act Naturally                     | Johnny Russell, Voni Morrison | 2:33 |
| 9.  | It's Only Love                    |                               | 1:53 |
| 10. | You Like Me Too Much              | George Harrison               | 2:39 |
| 11. | Tell Me What You See              |                               | 2:40 |
| 12. | I've Just Seen a Face             |                               | 2:05 |
| 13. | Yesterday                         |                               | 2:03 |
| 14. | Dizzy Miss Lizzy                  | Williams                      | 2:54 |